# Anomotoma conturbans
Anomotoma conturbans là một loài bọ cánh cứng trong họ Cerambycidae.